# Брендель, Йоахим
Йоахим Брендель (нем. Joachim Brendel; 27 апреля 1921, Ульрихшалбен близ Веймара, Тюрингия — 7 июля 1974, Кёльн, Северный Рейн-Вестфалия) — немецкий ас люфтваффе Второй мировой войны. Одержал 189 воздушных побед (все на Восточном фронте) в более чем 950 боевых вылетах. Награждён Рыцарским крестом с Дубовыми Листьями.

## Биография
Йоахим Брендель родился 27 апреля 1921 года в местечке Ульрихшалбен близ тюрингского города Веймар.
Свою военную карьеру Йоахим начал в 1941 году в звании лейтенанта в 1-й Группе JG 51 на Восточном фронте Второй мировой войны. Первую воздушную победу Брендель одержал в своём 4-м боевом вылете. Что интересно, свой второй самолёт немецкий ас сбил спустя довольно продолжительное время. Это случилось 31 марта 1942 года, и это был уже 117 боевой вылет лётчика. Лишь в начале 1943 года Брендель начал показывать свой талант истребителя, к февралю на его счету было уже 20 сбитых самолётов противника, 9 июля 1943 года он одержал свою 50-ю воздушную победу. Осень выдалась для аса очень результативной — награды не успевали за быстро растущим числом побед лётчика. 22 ноября 1944 года Йоахим был награждён Рыцарским крестом, на эту дату его боевой счёт составлял 95 побед. Но ещё 16 октября немец сбил свой 150-й самолёт — за это Бренделя наградили Дубовыми Листьями к Рыцарскому кресту 14 января 1945 года. На этот день ас имел уже 156 воздушных побед. К этому времени Йоахим был уже в звании гауптмана и командовал 3-й Группой JG 51. 25 апреля 1945 года немецкий ас одержал свою последнюю победу в этой войне.
Всего же за годы службы в люфтваффе Брендель сбил 189 самолётов противника и является самым результативным лётчиком JG 51 на Восточном фронте. В число побед Йоахима входит также 90 известнейших советских штурмовиков Ил-2.
Скончался Брендель 7 июля 1974 года в Кёльне.

## Награды
- Немецкий крест в золоте (17 мая 1943)
- Железный крест (1939) 2-го и 1-го класса
- Рыцарский крест с Дубовыми Листьями
  - Рыцарский крест (22 ноября 1943) — обер-лейтенант, командир 1-й эскадрильи JG 51 «Мёльдерс»
  - Дубовые Листья (№ 697) (14 января 1945) — гауптман, командир 3-й группы JG 51 «Мёльдерс»